# Đám cưới của những đám cưới
Đám cưới của những đám cưới là một cuộc họp thường niên của các cặp đôi có tiệc cưới không cồn. Các cuộc gặp gỡ đã diễn ra ở các thành phố khác nhau của Ba Lan kể từ năm 1995. Các cặp vợ chồng đến với con cái của họ để có một bữa tiệc khiêu vũ không cồn suốt đêm, để trao đổi kinh nghiệm về việc tổ chức các bữa tiệc không cồn cho trẻ em, thanh thiếu niên và người lớn và chỉ dành vài ngày cùng nhau thưởng thức văn hóa địa phương.

## Sự kiện
Đám cưới của những đám cưới là một sự kiện được tham dự bởi nhiều tầng lớp. Có những hội nghị thường được tổ chức tại một trường đại học địa phương, với các cuộc thảo luận được mời bởi các nhà nghiên cứu về các vấn đề liên quan đến gia đình (mối quan hệ trong hôn nhân, con cái lớn lên, đám cưới không cồn và các bữa tiệc gia đình khác) và với sự đóng góp của những người tham gia. Có các cuộc gặp gỡ và thảo luận với đại diện của chính quyền địa phương, những người chịu trách nhiệm hỗ trợ gia đình và các vấn đề liên quan đến rượu. Các chương trình xã hội phong phú kèm theo: thể thao, tham quan du lịch, các chuyến đi thực địa và dã ngoại. Biểu diễn của các ca sĩ và vũ công dân gian cũng như của các ngôi sao nhạc pop đồng hành cùng các cuộc họp.
Sự kiện chính của mỗi đám cưới của đám cưới diễn ra theo nghi thức đám cưới truyền thống. Vào buổi tối, có một Thánh lễ tại nhà thờ địa phương, nơi một giám mục ban phước lành cho mỗi cặp vợ chồng sau khi xác nhận lời thề hôn nhân. Sau đó, có một cuộc diễu hành đám cưới qua các đường phố của thị trấn đến nhà hàng, nơi diễn ra tiệc chiêu đãi. Tiệc chiêu đãi bắt đầu bằngp polonaise, một điệu nhảy quý tộc Ba Lan cũ, kéo dài đến 4:00 sáng với các điệu nhảy và trò chơi dành cho những người tham gia được dẫn dắt bởi các nghệ sĩ giải trí chuyên nghiệp.

## Lịch sử
Reverend Władysław Zązel, Provost của một nhỏ giáo xứ ở Kamesznica, trở nên nổi tiếng vì nhân rộng truyền thống của tiệc cưới không cồn. Trong giáo xứ của mình, hơn 90% tất cả các tiệc cưới được tổ chức mà không có rượu. Năm 1995, ông được Radio Maryja (một đài phát thanh Công giáo nổi tiếng) mời để kể cho người nghe về trải nghiệm của ông với đám cưới không có rượu. Người nghe từ mọi nơi trong lãnh thổ Ba Lan đã gọi cho đài phát thanh để nói rằng đám cưới không có rượu được tổ chức bởi nhiều cá nhân. Cha Zązel sau đó đề nghị tổ chức một cuộc gặp gỡ của những người có đám cưới không cồn. Các cuộc gặp gỡ được gọi là "Đám cưới của những đám cưới".
Hai cuộc gặp gỡ đầu tiên được tổ chức tại giáo xứ ở Kamesznica của Cha Zązel, sau đó ở Zamość, Częstochowa, Kraków, Białystok, Koszęcin, Ludźmierz, Warszawa, Olsztyn, Wrocław, Bydgoszcz, Tarnow, Łomża, Miejsce Piastowe, Radom, Kraków, Wieleń Zaobrzański  và một lần nữa tại Kamesznica, sau đó ở Krynica-Zdrój  và Myczkowce.  Sự kiện năm 2017 diễn ra tại Trąbki Wielkie và Gdańsk, trong khi cuộc gặp gỡ năm 2018 được tổ chức bởi Ludźmierz. Năm 1999, Cha Zązel đã cùng các cặp vợ chồng không có rượu đến Rome, nơi họ được Đức Giáo hoàng John Paul II ban phước.

## Diễn giả và nhà thuyết giáo
Trong số các diễn giả, những người thường đến từ các cộng đồng địa phương, cũng có một số người nổi tiếng và nổi tiếng ở Ba Lan, như:
- Đức Hồng y Tổng Giám mục Franciszek Macharski của Kraków,
- Đức Hồng y Tổng Giám mục Stanisław Dziwisz của Kraków,
- Đức Hồng y Zenon Grocholewski từ Vatican,
- Đức Tổng Giám mục Wojciech Ziemba của Białystok,
- Đức Tổng Giám mục Edmund Michał Piszcz của Warmia,
- Đức Tổng Giám mục Józef Michalik của Przemyśl, Chủ tịch Hội đồng Giám mục Ba Lan,
- Đức Tổng Giám mục Stanisław Gądecki của Poznań,
- Đức Tổng Giám mục Marek Jędraszewski của Kraków,
- Giám mục Jan Tyrawa của Bydgoszcz,
- Giám mục Stanisław Stefanek của Łomża,
- Giám mục Antoni Pacyfik Dydycz của Drohiczyn,
- Giám mục Henryk Tomasik của Radom,
- Giám mục Andrzej Jeż của Tarnów,
- Giám mục Jan Wątroba của Rzeszów,
- Giám mục Edward Materski từ Radom,
- Giám mục Józef Zawitkowski từ Łowicz,
- Giám mục Marian Duś từ Warszawa,
- Giám mục Jan Szkodoń từ Kraków,
- Giám mục Grzegorz Ryś từ Kraków,
- Giám mục Andrzej Siemieniewski từ Wrocław,
- Giám mục Wiesław Lechowicz từ Tarnów,
- Giám mục Tadeusz Bronakowski từ Łomża,
- Giám mục Kazimierz Górny của Rzeszów,
- Giám mục Adam Szal từ Przemyśl,
- Giám mục Piotr Greger từ Bielsko-Biała / ywiec,
- Giám mục Wiesław Szlachetka từ Gdańsk,
- Giáo sư Pater Jacek Hadryś, nhà thần học, Đại học Poznań,
- Giáo sư Pater Karol Meissner, chuyên gia về tình dục học,
- Giáo sư Pater Aleksander Posacki, chuyên gia về quỷ học, huyền bí và giáo phái,
- Giáo sư Pater Janusz Królikowski, chuyên gia về thần học giáo điều,
- Pater Leon Knabit, chuyên gia thần học
- Pater Jan Reczek, chuyên gia về chữa bệnh nội bộ
- Pater Tiến sĩ Marcin Kołodziej, chuyên gia về phụng vụ
- Pater Tiến sĩ Franciszek Płonka, chuyên gia về phụng vụ
- Pater Józef Walusiak, chuyên gia về điều trị nghiện
- Giáo sư Andrzej Urbaniak, nhà khoa học máy tính, Đại học Công nghệ Poznań,
- Giáo sư Zofia Włodarchot, chuyên gia về thực vật học, sinh học Kinh thánh và làm vườn, Hugon Kołłątaj Đại học Nông nghiệp Cracow,
- Tiến sĩ Mieczysław Guzewicz, bác sĩ thần học, chuyên gia về các vấn đề hôn nhân
- Tiến sĩ Andrzej Dakowicz của Đại học Białystok,
- Tiến sĩ Krzysztof A. Wojcieszek, nhà tâm lý học của Đại học Bogdan Janicki,
- Tiến sĩ Eng. Antoni Zieba, thuộc Đại học Công nghệ Kraków, kỹ sư,
- Tiến sĩ Andrzej Gołębiowski, thuộc Đại học Công nghệ Radom,
- Tiến sĩ Eng. Jacek Pulikowski, thuộc Đại học Công nghệ Poznań,
- Tiến sĩ Marek Babik, từ Đại học Kraków Ignatianum, chuyên gia về quy trình nuôi dạy trẻ em,
- Tiến sĩ Stanisław Bogaczewicz, Viện Ký ức Quốc gia, nhà sử học,
- Ông Krzysztof Brzózka, từ Cơ quan quốc gia về giải pháp vấn đề rượu (PARPA)
- Ông Andrzej Wronka, chuyên gia về biện hộ học Công giáo, và nhiều người khác.[1]

## Nghệ sĩ
Các ca sĩ và vũ công dân gian cũng như các dàn nhạc từ vùng núi Ba Lan (Gorals) đang đồng hành thực tế trong tất cả các cuộc gặp gỡ. Các nhóm dân gian từ các khu vực khác thỉnh thoảng xuất hiện cũng như từ Kujawy, Kurpie, Radom hoặc Silesia. Nhưng các ngôi sao nhạc pop (trước đây hoặc hiện tại) cũng thường xuyên đến để tổ chức các buổi hòa nhạc, ví dụ Magda Anioł và ban nhạc của cô, Antonina Krzysztoń, Viola Brzezińska với nhóm 'New Day' cũng như Jarosław Wajk, một giọng ca cũ của "Oddzia" ban nhạc rock và Jan Budziaszek của ban nhạc Skaldowie.

## Đám cưới không cồn
Một lý do trung tâm cho sự kiện Đám cưới của những đám cưới là cuộc kháng chiến chung ở Ba Lan (và cả ở các quốc gia khác) dành cho đám cưới không phục vụ rượu. Để vượt qua cảm giác xa lạ với nền văn hóa này và trong xã hội Ba Lan, nhiều cặp vợ chồng tìm kiếm đám cưới không có rượu cũng tìm đến những người cùng chí hướng khác để cùng nhau giao lưu và ăn mừng.
Các đám cưới không cồn khác với những đám cưới được phục vụ rượu. Lễ cưới thường được mở rộng bằng việc đọc một phước lành đặc biệt (và sự thừa nhận) từ giám mục địa phương. Thông qua đó, tiệc cưới không chỉ trở nên đặc biệt vì không có rượu và mọi thứ liên quan đến rượu, mà còn được đánh dấu bởi các nét truyền thống và hấp dẫn khác. Vì bánh mì nướng ở Ba Lan gần như theo định nghĩa liên quan đến rượu, chúng được loại bỏ hoàn toàn hoặc thay thế bằng các bài phát biểu trên bàn, bánh mì sữa dê, các bài hát để vinh danh cặp vợ chồng và cha mẹ của họ, v.v. Vì tiệc cưới ở Ba Lan thường là các sự kiện kéo dài suốt đêm, thường thì rượu sẽ giúp khách hàng tỉnh táo và thích thú vào đêm khuya. Một đám cưới không cồn khác với đám cưới thông thường là món ăn được phục vụ thường xuyên, phải có chất lượng tương đương với tất cả thời gian, dàn nhạc đã chơi tất cả thời gian và bên được phong phú bởi điệu múa nhóm khác nhau (chẳng hạn như polonaise, nhảy theo hàng, "Những điệu nhảy du lịch", những điệu nhảy kỹ năng (zorba, điệu múa dân gian miền núi), những trò chơi và cuộc thi dành cho những người tham gia. Thông thường những người giải trí chuyên nghiệp, người đã thực hiện các khóa học đặc biệt cho giải trí tiệc không cồn (wodzirej) được tuyển dụng trong buổi tiếp tân để tổ chức và điều hành chương trình giải trí.
Phần lớn các đám cưới không cồn được tổ chức bởi những người kiêng cồn (không nên nhầm lẫn với việc phục hồi cứng nghiện rượu). Đó là vấn đề của lối sống, không phải điều trị y tế.

## Lối sống không cồn
Một khía cạnh khác được chia sẻ bởi những người tham gia Đám cưới của những đám cưới là lối sống không cồn. Tất cả các bữa tiệc gia đình, như những ngày kết nối với sinh nhật hoặc ngày của cha mẹ hoặc con cái, các cuộc họp với bạn bè hoặc bạn bè của trẻ em, tiệc mừng năm mới, lễ kỷ niệm liên quan đến nhà thờ (lễ rửa tội, hiệp thông đầu tiên, đám cưới, đám tang) được tổ chức mà không có rượu.
Hơn nữa, các cặp vợ chồng và con cái của họ cũng thường xuyên tham gia vào một số xã hội kiêng khem.